# Modo dórico
O modo dórico pode se referir a três assuntos muito diferentes, mas inter-relacionados: um dos harmoniai da Grécia Antiga (comportamento melódico característico ou a estrutura da escala a ele associada); um dos modos musicais medievais; ou — mais comumente — um dos modos modais modernos da escala diatônica, correspondente às teclas brancas do piano de Ré a Ré, ou qualquer transposição dessa sequência.
A reprodução de áudio não é suportada no seu ''browser''. Você pode descarregar o ficheiro de áudio.

## Modo dórico grego
O modo dórico (mais corretamente chamado de harmonia ou tonos) recebe esse nome dos gregos dórios. Aplicado a uma oitava completa, a espécie de oitava dórica era construída a partir de dois tetracordes (segmentos de quatro notas) separados por um tom inteiro, indo de hypate meson até nete diezeugmenon.
No gênero enarmônico, os intervalos em cada tetracorde são: quarto de tom – quarto de tom – terça maior.
A reprodução de áudio não é suportada no seu ''browser''. Você pode descarregar o ficheiro de áudio.
No gênero cromático, os intervalos são: semitom – semitom – terça menor.
A reprodução de áudio não é suportada no seu ''browser''. Você pode descarregar o ficheiro de áudio.
No gênero diatônico, os intervalos são: semitom – tom – tom.
A reprodução de áudio não é suportada no seu ''browser''. Você pode descarregar o ficheiro de áudio.
No gênero diatônico, a sequência ao longo da oitava é a mesma que se obtém ao tocar todas as teclas brancas do piano ascendendo de Mi a Mi, uma sequência equivalente ao padrão do modo frígio moderno, embora o temperamento difira em pequenas quantidades.
Colocando o tom isolado no início da escala, seguido por dois tetracordes conjuntos (isto é, a nota superior do primeiro tetracorde também é a nota inferior do segundo), obtém-se a espécie de oitava do hipodórico ("abaixo do dórico"): A | B C D E | (E) F G A. Ao posicionar os dois tetracordes conjuntos seguidos e o tom isolado no topo da escala, obtém-se a espécie de oitava mixolídia, uma sequência de notas equivalente ao modo lócrio moderno.

## Modo dórico medieval
A primeira igreja bizantina desenvolveu um sistema de oito modos musicais (o octoechos), que serviu de modelo para os teóricos do canto europeu medieval quando estes começaram a desenvolver seu próprio sistema de classificação modal a partir do século IX. O sucesso da síntese ocidental desse sistema com elementos do quarto livro de De institutione musica, de Boécio, criou a falsa impressão de que o octoechos bizantino teria sido herdado diretamente da Grécia Antiga.
Originalmente usado para designar uma das tradicionais harmoniai da teoria grega (um termo com vários significados, incluindo o de uma oitava composta por oito tons), o nome foi apropriado (junto com outros seis) pelo teórico do século II Ptolemeu para designar seus sete tonoi, ou tons de transposição. Quatro séculos depois, Boécio interpretou Ptolemeu em latim, ainda com o sentido de tons de transposição, e não de escalas. Quando a teoria do canto começou a ser formulada no século IX, esses sete nomes, mais um oitavo — hipermixolídio (posteriormente alterado para hipomixolídio) — foram novamente reapropriados no tratado anônimo Alia Musica. Um comentário sobre esse tratado, chamado Nova expositio, foi o primeiro a dar aos nomes um novo sentido, como parte de um conjunto de oito espécies diatônicas da oitava, ou escalas.
Na teoria medieval, o modo dórico autêntico podia incluir a nota Si♭ "por licença", além do Si♮. O mesmo padrão de escala, mas começando uma quarta ou quinta abaixo da final do modo (Ré) e estendendo-se até uma quinta acima (ou uma sexta, terminando em Si♭), era numerado como modo 2 no sistema medieval. Este era o modo plagal correspondente ao dórico autêntico, e era chamado de modo hipodórico. Na forma não transposta sobre Ré, tanto no modo autêntico quanto no plagal, a nota Dó é frequentemente elevada para Dó♯ para formar um semitom de sensível, e o sexto grau é geralmente Si♮ nas linhas ascendentes e Si♭ nas descendentes.

## Modo dórico moderno
O modo dórico moderno (também chamado de "menor russo" por Balakirev), por contraste, é uma escala diatônica estrita que corresponde às teclas brancas do piano de Ré a Ré (mostrado abaixo):
A reprodução de áudio não é suportada no seu ''browser''. Você pode descarregar o ficheiro de áudio.
ou qualquer transposição de seu padrão intervalar, que possui o seguinte padrão de tons e semitons na ascensão:
tom, semitom, tom, tom, tom, semitom, tom
Assim, o modo dórico é uma escala simétrica, pois o padrão de tons e semitons é o mesmo tanto na ascendente quanto na descendente.
O modo dórico moderno também pode ser entendido como uma escala com terça menor e sétima menor, segunda maior e sexta maior, além de quarta justa e quinta justa, anotadas em relação à escala maior como:
1, 2, ♭3, 4, 5, 6, ♭7, 8
Pode-se considerá-lo um "recorte" de uma escala maior tocada a partir do segundo grau — ou seja, uma escala maior iniciada na nota um tom acima da tônica, indo até essa nota novamente. No entanto, a escala resultante é de qualidade menor, pois, ao tomar Ré como novo centro tonal, o Fá (uma terça menor acima do Ré) torna-se a nova mediante ou terceiro grau. Assim, ao se construir uma tríade sobre a tônica, obtém-se uma tríade menor.
O modo dórico moderno é equivalente à escala menor natural (ou modo eólio), mas com sexta maior. Ele se assemelha à harmonia frígia grega no gênero diatônico.
Também é equivalente à porção ascendente da escala menor melódica, mas com sétima menor.

## Lista de escalas dóricas modernas
| Tom maior  | Tom menor  | Armaduras | Tônica (dórico) | Notas componentes (modo dórico) |
| ---------- | ---------- | --------- | --------------- | ------------------------------- |
| Sol♯ maior | Mi♯ menor  | 8♯        | Lá♯             | Lá♯ Si♯ Dó♯ Ré♯ Mi♯ Fá𝄪 Sol♯    |
| Dó♯ maior  | Lá♯ menor  | 7♯        | Ré♯             | Ré♯ Mi♯ Fá♯ Sol♯ Lá♯ Si♯ Dó♯    |
| Fá♯ maior  | Ré♯ menor  | 6♯        | Sol♯            | Sol♯ Lá♯ Si Dó♯ Ré♯ Mi♯ Fá♯     |
| Si maior   | Sol♯ menor | 5♯        | Dó♯             | Dó♯ Ré♯ Mi Fá♯ Sol♯ Lá♯ Si      |
| Mi maior   | Dó♯ menor  | 4♯        | Fá♯             | Fá♯ Sol♯ Lá Si Dó♯ Ré♯ Mi       |
| Lá maior   | Fá♯ menor  | 3♯        | Si              | Si Dó♯ Ré Mi Fá♯ Sol♯ Lá        |
| Ré maior   | Si menor   | 2♯        | Mi              | Mi Fá♯ Sol Lá Si Dó♯ Ré         |
| Sol maior  | Mi menor   | 1♯        | Lá              | Lá Si Dó Ré Mi Fá♯ Sol          |
| Dó maior   | Lá menor   | –         | Ré              | Ré Mi Fá Sol Lá Si Dó           |
| Fá maior   | Ré menor   | 1♭        | Sol             | Sol Lá Si♭ Dó Ré Mi Fá          |
| Si♭ maior  | Sol menor  | 2♭        | Dó              | Dó Ré Mi♭ Fá Sol Lá Si♭         |
| Mi♭ maior  | Dó menor   | 3♭        | Fá              | Fá Sol Lá♭ Si♭ Dó Ré Mi♭        |
| Lá♭ maior  | Fá menor   | 4♭        | Si♭             | Si♭ Dó Ré♭ Mi♭ Fá Sol Lá♭       |
| Ré♭ maior  | Si♭ menor  | 5♭        | Mi♭             | Mi♭ Fá Sol♭ Lá♭ Si♭ Dó Ré♭      |
| Sol♭ maior | Mi♭ menor  | 6♭        | Lá♭             | Lá♭ Si♭ Dó♭ Ré♭ Mi♭ Fá Sol♭     |
| Dó♭ maior  | Lá♭ menor  | 7♭        | Ré♭             | Ré♭ Mi♭ Fá♭ Sol♭ Lá♭ Si♭ Dó♭    |
| Fá♭ maior  | Ré♭ menor  | 8♭        | Sol♭            | Sol♭ Lá♭ Si𝄫 Dó♭ Ré♭ Mi♭ Fá♭    |